# Parachute de secours

Parachute de secours

Un parachute de secours, aussi appelé secours, est un parachute porté par les pratiquants du parapente.
Les caractéristiques essentielles sont : PTV, forme, longueur de cône, poids, volume et dirigeabilité.
Les phases d'utilisation sont : pliage, montage, activation et pilotage.

## Pliage et montage
Le parachute de secours est le plus communément intégré soit à la sellette, soit en poche ventrale, et relié aux maillons par des sangles spécifiques.

## Activation
Il est recommandé d'activer son parachute de secours (ou faire secours) en cas de perte de contrôle de son parapente, à la suite d'un incident matériel ou aérologique ou d'une collision.
L'altitude minimale est de l'ordre de 50 mètres pour laisser un temps suffisant pour l'ouverture du parachute.
Une fois ouvert, il convient de neutraliser la voile principale afin d'éviter l'effet miroir. Certains montages, plus répandus dans la pratique acrobatique, permettent de larguer la voile principale.